# Promozione Liguria 1990-1991
Nella stagione 1990-1991 la Promozione era il sesto livello del calcio italiano (il massimo livello regionale). Qui vi sono le statistiche relative al campionato in Liguria.
Il campionato è strutturato in vari gironi all'italiana su base regionale, gestiti dai Comitati Regionali di competenza. Promozioni alla categoria superiore e retrocessioni in quella inferiore non erano sempre omogenee; erano quantificate all'inizio del campionato dal Comitato Regionale secondo le direttive stabilite dalla Lega Nazionale Dilettanti, ma flessibili, in relazione al numero delle società retrocesse dal Campionato Interregionale e perciò, a seconda delle varie situazioni regionali, la fine del campionato poteva avere degli spareggi sia di promozione che di retrocessione.
Alla fine della stagione 1990-1991 il Comitato Regionale Ligure, su richiesta e riordino voluto dalla Lega Nazionale Dilettanti, cambiò denominazione in Comitato Regionale Liguria.

## Girone A

### Squadre partecipanti
| Squadra                 | Città                 |
| ----------------------- | --------------------- |
| S.C. Alassio            | Alassio (SV)          |
| U.S. Albenga            | Albenga (SV)          |
| S.S. Argentina Arma     | Arma di Taggia (IM)   |
| U.S. Audace Campomorone | Campomorone (GE)      |
| U.S. Busalla            | Busalla (GE)          |
| U.S. Cairese            | Cairo Montenotte (SV) |
| U.L.S. Carcarese        | Carcare (SV)          |
| G.S. C.U.L.M.V.         | Genova (GE)           |
| U.S. Dianese            | Diano Marina (IM)     |
| G.S. Fegino             | Genova (GE)           |
| U.S. Sanremese          | Sanremo (IM)          |
| U.S. Sanremo '80        | Sanremo (IM)          |
| F.S. Sestrese           | Sestri Ponente (GE)   |
| U.S. Taggese            | Taggia (IM)           |
| F.C. Vado               | Vado Ligure (SV)      |
| F.C. Varazze            | Varazze (SV)          |

### Classifica finale
|  | Pos. | Squadra            | Pt | G  | V  | N  | P  | GF | GS | DR  |
|  | ---- | ------------------ | -- | -- | -- | -- | -- | -- | -- | --- |
|  | 1.   | Cairese            | 48 | 30 | 20 | 8  | 2  | 52 | 14 | +38 |
|  | 2.   | Sestrese           | 43 | 30 | 15 | 13 | 2  | 48 | 22 | +26 |
|  | 3.   | Sanremese          | 41 | 30 | 14 | 13 | 3  | 27 | 13 | +14 |
|  | 4.   | Carcarese          | 37 | 30 | 11 | 15 | 4  | 25 | 14 | +11 |
|  | 5.   | Argentina Arma     | 37 | 30 | 12 | 13 | 5  | 32 | 25 | +7  |
|  | 6.   | Vado               | 33 | 30 | 13 | 7  | 10 | 32 | 24 | +8  |
|  | 7.   | Sanremo '80        | 30 | 30 | 8  | 14 | 8  | 23 | 15 | +8  |
|  | 8.   | Busalla            | 29 | 30 | 8  | 13 | 9  | 32 | 33 | -1  |
|  | 9.   | Audace Campomorone | 26 | 30 | 6  | 14 | 10 | 18 | 33 | -15 |
|  | 10.  | Varazze            | 26 | 30 | 7  | 12 | 11 | 19 | 23 | -4  |
|  | 11.  | Albenga            | 25 | 30 | 5  | 15 | 10 | 31 | 38 | -7  |
|  | 12.  | Taggese            | 23 | 30 | 5  | 13 | 12 | 21 | 31 | -10 |
|  | 13.  | Dianese            | 22 | 30 | 5  | 12 | 13 | 17 | 35 | -18 |
|  | 14.  | Alassio            | 21 | 30 | 4  | 13 | 13 | 22 | 43 | -21 |
|  | 15.  | C.U.L.M.V.         | 21 | 30 | 5  | 11 | 14 | 26 | 41 | -15 |
|  | 16.  | Fegino             | 18 | 30 | 4  | 10 | 16 | 16 | 37 | -21 |

Legenda:

      Va allo spareggio promozione.
 Va allo spareggio ammissione in Eccellenza 1991-1992.
      Retrocesso in Prima Categoria 1991-1992.
Note:

Due punti a vittoria, uno a pareggio, zero a sconfitta.
Pari merito in caso di pari punti per le squadre non in zona promozione e/o retrocessione.
Spareggio fra le peggiori o migliori classificate per l'attribuzione del titolo sportivo.
Utilizzati gli scontri diretti in caso di 3 o più squadre a pari punti per definire le spareggianti.

## Girone B

### Squadre Partecipanti
| Squadra               | Città                   |
| --------------------- | ----------------------- |
| U.S. Angelo Baiardo   | Genova (GE)             |
| U.S. Canaletto S.P.   | La Spezia (SP)          |
| U.S. Cosmos           | Genova (GE)             |
| A.C. Entella Bacezza  | Chiavari (GE)           |
| F.C. Fontanabuona     | Cicagna (GE)            |
| U.S. Garibaldina      | Arcola (SP)             |
| A.C. Lavagna          | Lavagna (GE)            |
| S.G. Levanto          | Levanto (SP)            |
| Pol. Migliarinese     | La Spezia (SP)          |
| A.C. Moneglia         | Moneglia (GE)           |
| C.S. Monterosso       | Monterosso al Mare (SP) |
| Ortonovo Calcio       | Ortonovo (SP)           |
| U.S. Pontedecimo      | Pontedecimo (GE)        |
| U.S. Rivarolese       | Rivarolo Ligure (GE)    |
| U.S. Sestri Levante   | Sestri Levante (GE)     |
| U.S. Vezzano Bottagna | Vezzano Ligure (SP)     |

### Classifica finale
|  | Pos. | Squadra         | Pt       | G  | V  | N  | P  | GF | GS | DR  |
|  | ---- | --------------- | -------- | -- | -- | -- | -- | -- | -- | --- |
|  | 1.   | Lavagna         | 44       | 28 | 18 | 8  | 2  | 39 | 12 | +27 |
|  | 2.   | Pontedecimo     | 42       | 28 | 16 | 10 | 2  | 47 | 21 | +26 |
|  | 3.   | Angelo Baiardo  | 35       | 28 | 12 | 11 | 5  | 32 | 25 | +7  |
|  | 4.   | Monterosso      | 34       | 28 | 11 | 12 | 5  | 28 | 14 | +14 |
|  | 5.   | Vezzano         | 34       | 28 | 12 | 10 | 6  | 38 | 28 | +10 |
|  | 6.   | Sestri Levante  | 31       | 28 | 10 | 11 | 7  | 30 | 23 | +7  |
|  | 7.   | Entella Bacezza | 30       | 28 | 9  | 12 | 7  | 25 | 26 | -1  |
|  | 8.   | Ortonovo        | 30       | 28 | 9  | 12 | 7  | 32 | 33 | -1  |
|  | 9.   | Moneglia        | 30       | 28 | 7  | 16 | 5  | 24 | 18 | +6  |
|  | 10.  | Rivarolese      | 25       | 28 | 7  | 11 | 10 | 25 | 25 | 0   |
|  | 11.  | Migliarinese    | 25       | 28 | 7  | 11 | 10 | 35 | 40 | -5  |
|  | 12.  | Canaletto S.P.  | 22       | 28 | 6  | 10 | 12 | 31 | 38 | -7  |
|  | 13.  | Fontanabuona    | 14       | 28 | 4  | 6  | 18 | 18 | 47 | -29 |
|  | 14.  | Cosmos          | 14       | 28 | 4  | 6  | 18 | 13 | 35 | -22 |
|  | 15.  | Garibaldina     | 10       | 28 | 2  | 6  | 20 | 14 | 46 | -32 |
|  | ---  | Levanto         | Ritirato |    |    |    |    |    |    |     |

Legenda:

      Va allo spareggio promozione.
 Va allo spareggio ammissione in Eccellenza 1991-1992.
 Ritirato e radiato dai ruoli FIGC.
      Retrocesso in Prima Categoria 1991-1992.
Note:

Due punti a vittoria, uno a pareggio, zero a sconfitta.
Pari merito in caso di pari punti per le squadre non in zona promozione e/o retrocessione.
Spareggio fra le peggiori o migliori classificate per l'attribuzione del titolo sportivo.
Utilizzati gli scontri diretti in caso di 3 o più squadre a pari punti per definire le spareggianti.

## Spareggio promozione in interregionale
|         | Risultati |         | Luogo e data              |
| ------- | --------- | ------- | ------------------------- |
| Cairese | 3-0       | Lavagna | Bogliasco, 25 maggio 1991 |
|         |           |         |                           |

## Spareggio ammissione in Eccellenza
|         | Risultati |          | Luogo e data            |
| ------- | --------- | -------- | ----------------------- |
| Busalla | 0-1       | Ortonovo | Lavagna, 26 maggio 1991 |
|         |           |          |                         |

## Verdetti finali
- La Cairese è promossa al campionato Interregionale 1991-1992.
- Le squadre dal 2º al 7º posto (più la perdente lo spareggio tra le prime) vengono ammesse all'Eccellenza 1991-1992;
- Quelle dal 9º al 15º retrocedono in Promozione;
- Le 8e classificate disputano uno spareggio ammissione in Eccellenza.